# Mnesibulus brunnerianus
Mnesibulus brunnerianus är en insektsart som först beskrevs av Henri Saussure 1878.  Mnesibulus brunnerianus ingår i släktet Mnesibulus och familjen syrsor. Inga underarter finns listade i Catalogue of Life.